# Wolfenstein: Enemy Territory
Wolfenstein: Enemy Territory é um jogo de ação de tiro em primeira pessoa, criado pela id Software e aperfeiçoado pela Splash Damage. Ambientado na Segunda Guerra Mundial, jogado apenas on-line, apesar de haver mods [modificações] que adicionam bots no jogo, tais como Omni-bot e Bobots. Os jogadores podem optar por combater em dois times: Axis (Eixo, no caso alemães) ou Allies (Aliados, os norte-americanos). Ao se alistar em uma das equipes o jogador deve optar por uma especialidade, entre elas:
- Soldado

Com armas pesadas tais como; bazuca, lança chamas, morteiro e metralhadora de chão tendo como principal objetivo apenas carregar armas pesadas abater os inimigos.
Para armar o morteiro se deve apertar o botão direito do mouse, mesma coisa deve ser feita com a metralhadora de chão, porém para isso você deve se deitar (X).
- Médico

com armas médias, também pode oferecer "kits de primeiros socorros" aos de seu time, fazendo-os recuperar vida, inclusive ele mesmo, ou até dar-lhe injeções, com o mesmo efeito.
- Engenheiro

Também com armas médias como o lança granadas, pode instalar dinamites e minas terrestres. Os dinamites devem ser colocados próximos a locais mostrados no mapa para serem destruídos, o engenheiro também é o encarregado de construir barreiras, pontes portas etc, indicado pelo mapa e/ou consertar veículos.
Os locais para construir os objetos são indicados no mapa, e no jogo é simbolizado como uma pilha de caixotes com a bandeira de seu time.
O lança granadas é uma espingarda com tiros, para atirar granadas use o botão direito do mouse para carregar uma granada, e atire com o esquerdo.
- Municiador

Como o nome já diz ele tem como principal objetivo fornecer munição para os de seu time, incluindo ele mesmo, ele possui também a bomba de fumaça que chama a artilharia aérea.
- Espião

Pode se disfarçar usando roupas de soldados inimigos mortos, possui armas com mira de longa distância além de bomba de fumaça e c4 com controle remoto.
Em todas as categorias os soldados podem ser promovidos, assim podendo carregar mais armas que o de costume.
Todos também possuem granadas, facas e por vezes injeções letais a serem aplicadas contra os inimigos.

## Ambiente de jogo
O jogo tem ambientes chamados mapas em locais da Europa e norte da Africa, cada mapa possui um objetivo diferente, como por exemplo invadir uma instalação e roubar documentos ou ouro, se utilizando de dinamites para quebrar os portões e assim liberar passagem para os soldados ou veículos entrarem, claro que tudo isso sobre fogo inimigo, que por sua vez tenta inibir tal atitude, geralmente quando se chega dentro da base inimiga onde os inimigos reaparecem depois de morrem (local de respaw) se vê uma bandeira, quando tocada ela da lugar a uma bandeira de seu time, simbolizando que tal base agora foi conquistada e os inimigos não mais vão aparecer ali, pois agora é a base de seu time.
Cada mapa te oferece diversão, pois em um mapa você deve invadir, no outro talvez defender. Existem mapas apenas para diversão, com cenários lúdicos e com munição infinita, geralmente alguns Servidores proporcionam mapas assim a cada 10 partidas, para sair da rotina de ter que cumprir com o objetivo do jogo.
Sempre que sua vida chegar ao fim você ficara no chão pedindo ajuda, sem poder se movimentar, a menos que alguém o mate de vez, nesse momento poderá vir um médico te aplicar uma injeção e te salvar, assim você volta ao jogo com 50% da sua vida, caso contrário você automaticamente reaparecera em sua base quando uma contagem de 30 segundos terminar.

## Jogabilidade
O jogo se passa em 1ª pessoa, ou seja o ponto de visão é o do soldado, e o jogador vê apenas as mão do soldado, e as armas que ele tem na tela.
Os os comandos são simples, W, S, A e D para se mover para frente, para trás, para esquerda e direita respectivamente, a barra de espaço o faz pular, com o Shift pressionado é possível correr mais rápido (Por um tempo limitado demonstrado através de uma barra no lado esquerdo), C se agacha e X deita. E os movimentos do mouse é a mira da arma e a direção que o personagem segue, 1, 2, 3, 4... São as opções de armas, que também podem ser trocadas rolando a roda do mouse, F se usa para pegar objetos e abrir portas, R recarrega suas armas, Caps Lock pressionado te faz caminhar (naturalmente o soldado sempre está correndo em média velocidade).
Teclas como Q e E são usadas para "espiar", quando se está atras de algum objeto e essas teclas são pressionadas o soldado espia, Q ele se inclina para esquerda e E para a direita, neste momento o seu inimigo não pode te ver, apenas você o vê. Porém não é possível atirar neste instante.
Interessante ressaltar que se locomover deitado (X) agachado (C) e caminhando (Caps Lock) não faz barulho dos passos, nem faz barulho ao abrir portas, Coisas essenciais quando se está escondido ou preparando uma surpresa.
A qualquer momento o jogador pode mudar de time ou de especialidade, e escolher entre as armas, porém alguns servidores bloqueiam a quantidade de armas pesadas por partida, e geralmente tentam equilibrar o jogo, com o mesmo número de jogadores de cada lado, também existe o equilíbrio de XP (experiencia) onde cada jogador é remanejado para um time automaticamente por causa do seu XP, assim cada time fica equilibrado, tanto em quantidade de jogadores quanto em XP.
Ressaltando as armas do jogo, as armas pesadas exigem mais do soldado, por exemplo, um soldado carregando uma bazuca, morteiro, metralhadora de chão e lança chamas caminham mais de vagar que os demais, e pulam menos alto, um modo de driblar essa lentidão é simplesmente escolher uma outra arma pressionando 1, 2, 3 etc.
Quanto mais pesada ou letal a arma, mais é o tempo de espera para usa-lá novamente, por exemplo se você deu um tiro de bazuca, do lado direito do seu monitor irá aparecer uma barra branca que se esvaziará por completo a cada tiro, o tempo para essa barra encher novamente é de 2 minutos no caso da bazuca, isso também ocorre com bomba de fumaça, C4, lança granadas, dinamites, metralhadoras, construção de objetos, minas terrestres, kits médicos, kits de munição. Porém o tempo de enchimento e esvaziamento pode variar, de acordo com seu XP, quanto mais elevado seu XP, mais rápido a barra se enche e mais lento ela esvazia, vale lembrar que a barra é a mesma para todas as situações citadas, ou seja, se você plantar um dinamite, não vai poder plantar uma minha terrestre logo em seguida, ou atirar com o lança granadas pois a barra ainda vai estar carregando.

## Gráficos
Os gráficos do jogo são de boa resolução porém meio ultrapassados porém não atrapalham a jogabilidade, são bem elaborados e com texturas reais, o céu que em vários jogos pode ser de baixa qualidade neste tem a sua de qualidade melhorada, as explosões e tiros são GIF's de explosões reais, dando mais realidade para o jogo em si.

## Áudio e sons
O sons são de boa qualidade e 5.1, os tiros e explosões tem um ótimo som, além disso os servidores disponibilizam som de trechos musicais para serem usados em jogo, tanto para se comunicar quanto para "fazer graça", além é claro dos sons próprios do jogo, usados para pedir ajuda e/ou se comunicar com os demais jogadores. Os sons originais são em inglês, mas alguns servidores disponibilizam sons em português.
O jogo foi e lançado gratuitamente, e se tornou um grande sucesso.
Foi sucedido pelo jogo Enemy Territory: Quake Wars, o qual, no entanto, não é gratuito.